# 公共財政
公共财政（英語：Public finance），或政府财政，指政府的收入和支出，是政府实现经济政策目标、提供公共物品与服务的主要途径之一。这里政府可以是代表一个国家的中央政府，也可以是地方政府。国家或地区每年的财政的支出预算，以及其比例大小，一般可以体现一个国家或地区未来一段时间的重点发展方向。公共财政之外，政府实现经济政策目标的其他途径包括货币政策、贸易政策、法律法规等。
- 财政作为对市场的调节和补充：市场本身并不能有效地解决某些经济、环境或社会稳定与公正的问题。
- 财政的特点是：以政府征税与立法的权力为基础，具有某种程度上的强制性。
- 财政的本质和内容是：一种由政府主导的对资源、财富、社会福利的分配关系。

## 政府收入
一国的财政收入，一般包括以下几类：
- 税收收入
- 国有財产出售收入
- 規费收入
- 主权财富基金收入
- 選舉保證金收入
- 罰款收入
- 公债收入

政府对金融活动做出的选择很大程度上影响着收入和财富分配，乃至市场的运行效率。税收是如何影响收入分配的问题可以通过租税负担率来衡量，租税负担率可以显示一国国民的租税负担程度。公共财政的相关研究也对不同类型的税收、公债、行政活动所造成的影响进行分析。

### 税收
税收是现代公共财政的核心部分，其地位之高不仅在于税收是当今财政收入的最主要來源，也因为税收负担日渐加剧的严重性。税收的主要目标在于提高收益，高水平的税收收入对于福利国家填补债务极为重要。税收的另一个主要目标在于维护社会公平，例如以限制财富来一定程度消除不平等。因此对于现代政府来说，税收不但需要提高财政收入水平以维系日益增长的行政活动，提供公共产品和公共管理，还需要减少社会财富和收入不平等。税收还用于限制资本以防范通货膨胀。
税收收入依政府機關分類，又分為中央稅和地方稅。税收内容又可分为直接税和间接税。

### 公债
如同股份有限公司发行公司債，政府也可以贷款、发行债券，向社會大眾籌措資金。公债包括国债和地方债，中央政府透過央行發行，地方政府透过税务机关发行。由於未來必須計算利息償還，並不屬於政府的實質收入。

## 政府支出

### 转移支付
财政转移支付是上级政府与下级政府之间的财政资金转移，以实现各地公平服务水平均等化的财政举措。

## 盈余与赤字

### 赤字、负债与风险
国际上，评价一国的财政是否有风险，沒有統一的標準。在歐洲國家，政府有以下两个指标：
1. 赤字率，赤字占GDP不超过3%
2. 负债率，国债余额占GDP不超过60%

但這些準則並不適用於全世界，不同國家有不同的財政及貨幣政策。日本的國債已超過GDP的200%。但日本過去長期實施零利率，現在更實施負利率，使政府即使背負巨大債務，仍有能力支付利息。

### 破产
城市经济衰落、人口迁徙等因素，可能最终造成地方政府长期财政赤字，加大负债，最终引发破产。